# Dongzhou
Dongzhou (chinesisch 东洲区, Pinyin Dōngzhōu qū) ist ein Stadtbezirk der bezirksfreien Stadt Fushun im Nordosten der Provinz Liaoning der Volksrepublik China. Der Stadtbezirk hat eine Fläche von 603,5 km² und 236.731 Einwohner (Stand: Zensus 2020). Im September 1932 fand in Dongzhou das Massaker von Pingdingshan statt.

## Administrative Gliederung
Auf Gemeindeebene setzt sich Dongzhou aus elf Straßenvierteln und zwei Gemeinden zusammen. Diese sind:
- Straßenviertel Dongzhou (东洲街道), 7,38 km², 77.000 Einwohner;
- Straßenviertel Zhangdian (张甸街道), 12,8 km², 9.000 Einwohner;
- Straßenviertel Dalian (搭连街道), 6,34 km², 29.000 Einwohner, Sitz der Stadtbezirksregierung;
- Straßenviertel Longfeng (龙凤街道), 15,25 km², 44.000 Einwohner;
- Straßenviertel Xintun (新屯街道), 8,97 km², 33.000 Einwohner;
- Straßenviertel Wanxin (万新街道), 3,11 km², 34.000 Einwohner;
- Straßenviertel Laohutai (老虎台街道), 5,2 km², 37.000 Einwohner;
- Straßenviertel Pingshan (平山街道), 4,05 km², 15.000 Einwohner;
- Straßenviertel Nanhuayuan (南花园街道), 5,2 km², 22.000 Einwohner;
- Straßenviertel Liushan (刘山街道), 4,2 km², 19.000 Einwohner;
- Straßenviertel Zhangdang (章党街道), 35 km², 37.500 Einwohner;
- Gemeinde Qianjin (千金乡), 61,3 km², 17.000 Einwohner;
- Gemeinde Nianpan (碾盘乡), 58 km², 9.700 Einwohner.